# 老湯姆·莫里斯
老湯姆·莫里斯（1821年6月16日—1908年5月24日），苏格兰高爾夫球手，曾贏得4次英國公開賽冠軍，他的兒子小湯姆·莫里斯也是知名高爾夫球手。

## 早年生活
莫里斯是紡織工人之子，他在馬德拉斯學院接受教育，10歲已經開始用酒瓶的軟木塞加以自製的球桿打球，14歲時成為艾倫·羅伯遜的學徒。他追隨羅伯遜多年，及後更加成為團體賽中的隊友。據說這2人組合未曾輸過。至莫里斯20歲之時，他已經是圣安德鲁斯排名第二的高爾夫球手，球技僅次於羅伯遜。

## 高爾夫球場設計及革新
莫里斯對不列顛群島的高爾夫球場設計有舉足輕重的地位。他的設計師生涯由1842年協助羅伯遜佈置卡洛斯蒂的10洞球場開始，及後分別設計了金霍恩高爾夫俱樂部（Kinghorn Golf Club）、金努西高爾夫俱樂部（Kingussie Golf Club）、柯卡迪高爾夫俱樂部（Kirkcaldy Golf Club）、普雷斯特威克高爾夫俱樂部（Prestwick Golf Club）、莫里菲爾德（Muirfield）、馬赫里漢尼什（Machrihanish）、圣安德鲁斯的銀禧球場（Jubilee Course）等數以十計的球場。
莫里斯亦為草皮管理帶來了新的技術，在草地上加上沙粒以幫助草的生長，此技術已被全世界的高爾夫球場所接納並沿用至今。

## 死亡

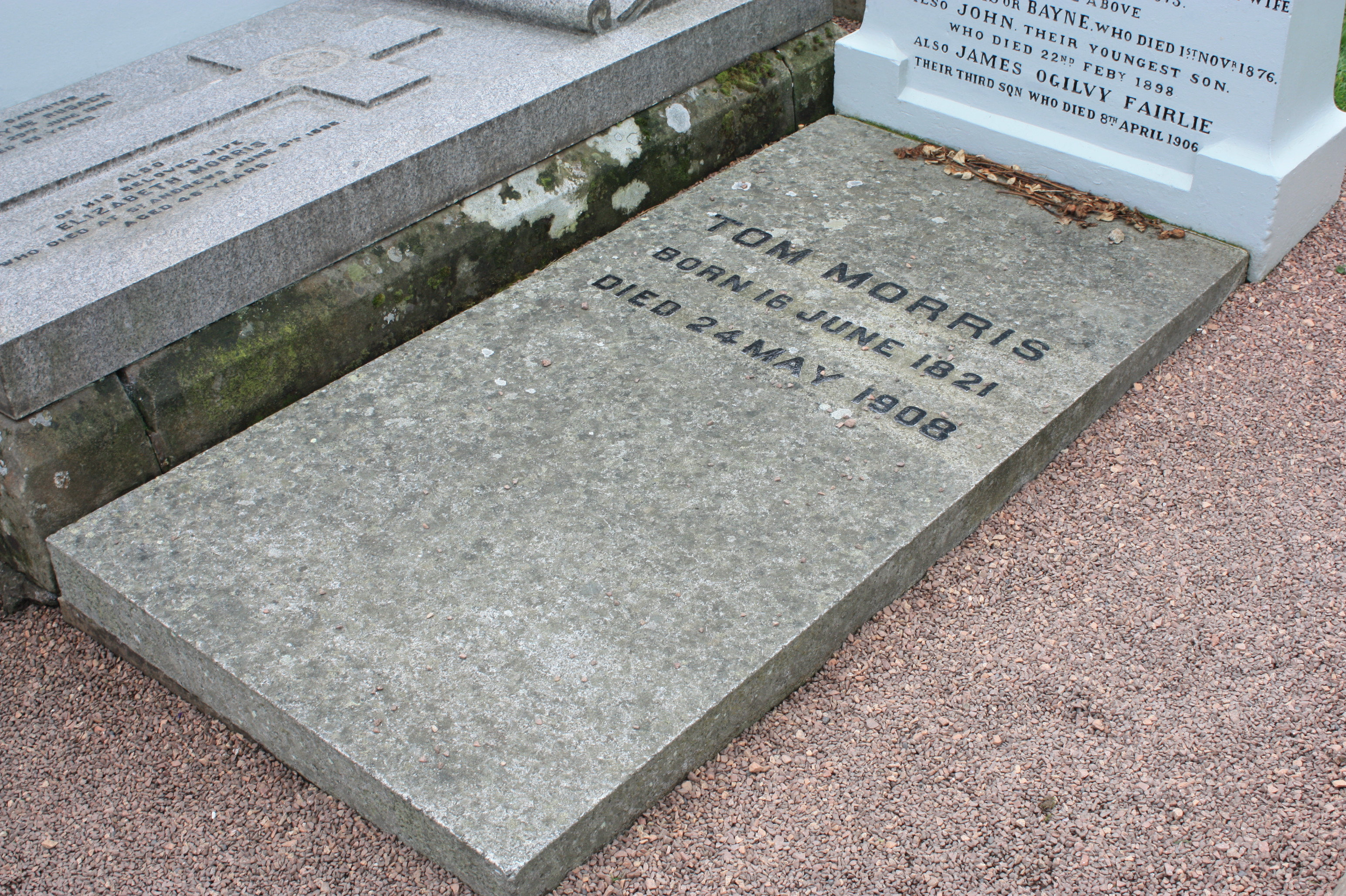
老湯姆·莫里斯之墓

他在臨死前也一直工作。在他87歲生日前大約一個月，因為一次意外滾下樓梯，命喪於圣安德鲁斯新球場的會所中。他的遺體埋葬於聖安德魯主教座堂的墓地中，其墳頭非常簡單，與位於其側兒子的墓碑有很大的對比。

## 伸延閱讀
- The Life of Tom Morris, by W.W. Tulloch, London 1908, T. Werner Laurie.
- The Golf Courses of Old Tom Morris, by Robert Kroeger, Cincinnati 1995, Heritage Communications.
- The Scrapbook of Old Tom Morris, by David Joy, Chelsea, Michigan 2001, Sleeping Bear Press.
- Professional Golf 1819–1885, by Peter Lewis, St. Andrews, Scotland 1998, Royal and Ancient Golf Club of St Andrews.
- Tommy's Honor, by Kevin Cook, 2007, New York, Gotham Books.
- St Andrews in the Footsteps of Old Tom Morris, by Roger McStravick, St Andrews, Scotland 2015, The Golf Book Shop.